# 施塔弗爾山
47°35′9″N 11°28′3″E / 47.58583°N 11.46750°E

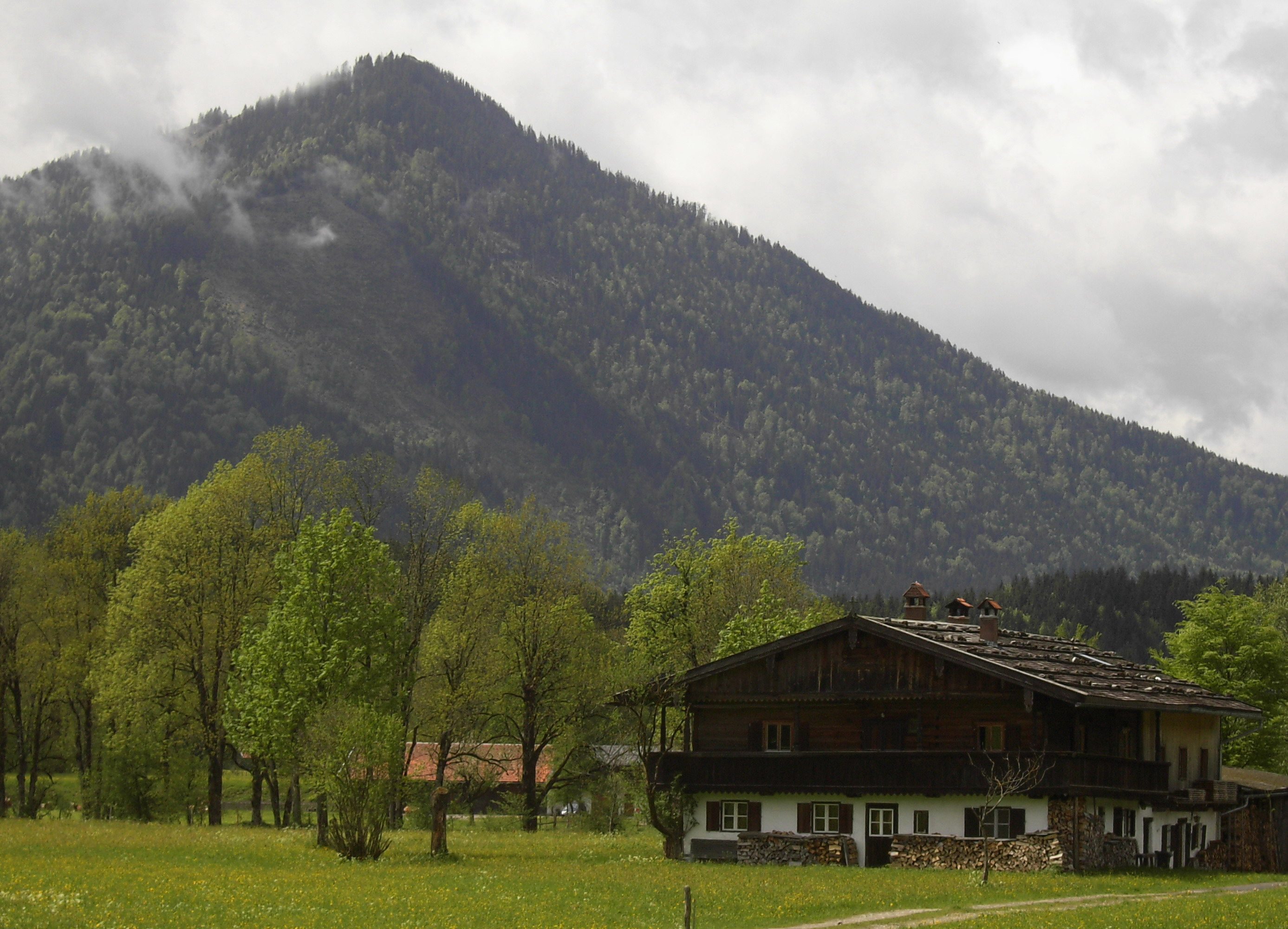

施塔弗爾山（德語：Staffel），是德國的山峰，位於該國東南部，由巴伐利亞負責管轄，屬於巴伐利亞前阿爾卑斯山脈的一部分，海拔高度1,532米，每年平均降雨量1,764毫米。